# نظرية المنطاد
نظرية المنطاد هي نظرية في بدايات العلوم العصبية حاولت شرح حركة العضلات عن طريق التأكيد أن العضلات تنقبض من خلال الانتفاخ بالهواء أو السوائل. كان الطبيب اليوناني جالينوس يعتقد أن العضلات تتقلص بسبب تدفق السوائل عليها، بعد 1500 سنة، كان يُعتَقَد أن الأعصاب جوفاء وتحمل السوائل. رينيه ديكارت -الذي كان مهتما بالهيدروليكية واستخدم ضغط السائل لتفسير مختلف جوانب علم وظائف الأعضاء مثل القوس الانعكاسي- اقترح أن «الأرواح الحيوانية» تتدفق إلى العضلات وهي المسؤولة عن الانكماش. في نموذج ديكارت الذي استخدمه لشرح ردود الفعل، الأرواح تتدفق من بطينات الدماغ من خلال الأعصاب إلى العضلات لتحريكها.
في عام 1667، اقترح توماس ويليس أن العضلات قد تتوسع عن طريق حدوث تفاعل بين الأرواح الحيوانية والأرواح الحيوية، وافترض أن هذا التفاعل من شأنه أن يُنتِج الهواء بطريقة مماثلة للتفاعل الذي يسبب انفجارا، مما يؤدي إلى انتفاخ العضلات وإنتاج الحركة.

## اكتشاف زيف النظرية

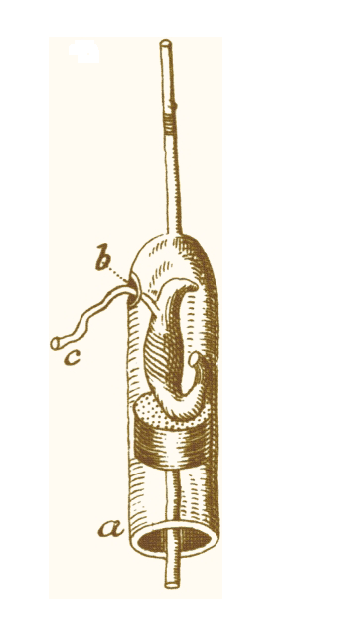
هذا توضيح يان للإعداد العصبي-العضلي. لقد وضع عضلة فخذ الضفدع في محقن زجاجي وجعل العصب بارزا من ثقب في الجانب. تهيج العصب تسبب في انقباض العضلة، ولكن مستوى المياه (وبالتالي حجم العضلة) لم يزدد.

في عام 1667، وجه يان زفامردام عالم التشريح الهولندي -الشهير بالعمل مع الحشرات- أول ضربة ضد نظرية المنطاد. زفامردام، الذي كان أول من أجرى تجارب على «الاستعدادات العصبية-العضلية»، أظهر أن العضلات لا تزيد في الحجم عند الانقباض (إذا كانت مادة مثل الغرائز أو «الأرواح الحيوانية» كما كان مُعتقدًا تتدفق فإنه من المتوقع بالنسبة للعضلات زيادة حجمها عند الانقباض). وضع يان عضلة فخذ مقطوعة لضفدع في مِحقن مع كمية صغيرة من الماء في الطرف. أمكن له بالتالي تحديد ما إذا كان هناك تغيير في حجم العضلة عندما تنقبض مع مراعاة التغيير في مستوى الماء (الصورة على اليسار). عندما تسبب يان في انقباض العضلة عن طريق إثارة العصب، لم يرتفع مستوى المياه وإنما انخفض؛ أظهر ذلك أنه لا يمكن أن يوجد هواء أو سائل يتدفق للعضلة. لم يصدق يان نتائج تجربته، واعتقد أنها كانت نتيجة خادعة. ومع ذلك، استنتج في كتابه «كتاب الطبيعة الثاني» أن «تحريك أو تهيُّج العصب وحده هو ضروري لإنتاج الحركة العضلية». هذه الفكرة كانت خطوة هامة نحو الفهم الحالي لكيفية كون الأعصاب سببا لانقباض العضلات.
تلقت نظرية المنطاد الضربة الثانية من فرانسيس غليسون الذي أجرى تجربة حيث جعل رجلًا يثني عضلة تحت الماء. مستوى المياه لم يرتفع (في الواقع انخفض قليلا)، وبذلك أعطى المزيد من الدعم للفكرة التي ترى أنه لا يمكن لأي من الهواء أو السوائل أن تدخل العضلات.
فكرة أن العضلات تنتفخ عن طريق الهواء تم كشف زيفها أيضًا عندما شق جوفاني بورلي عضلة حيوان تحت الماء وشاهد لمعرفة ما إذا كانت فقاعات من الهواء سترتفع إلى السطح، بالطبع لم يحدث ذلك.
اختراع المجهر كذلك سمح برؤية استعدادات الأعصاب بقدرة تكبير عالية، وتم اكتشاف أنها ليست جوفاء.
في عام 1791، علم لويجي جلفاني أن عضلات الضفادع يمكن أن تتحرك من خلال استخدام الكهرباء. هذا الاكتشاف هو أساس الفهم الحالي أن الطاقة الكهربائية (التي تحملها أيونات، وليس الهواء أو السوائل) هي الدافع وراء حركة العضلات.